# اتصالات مناخية

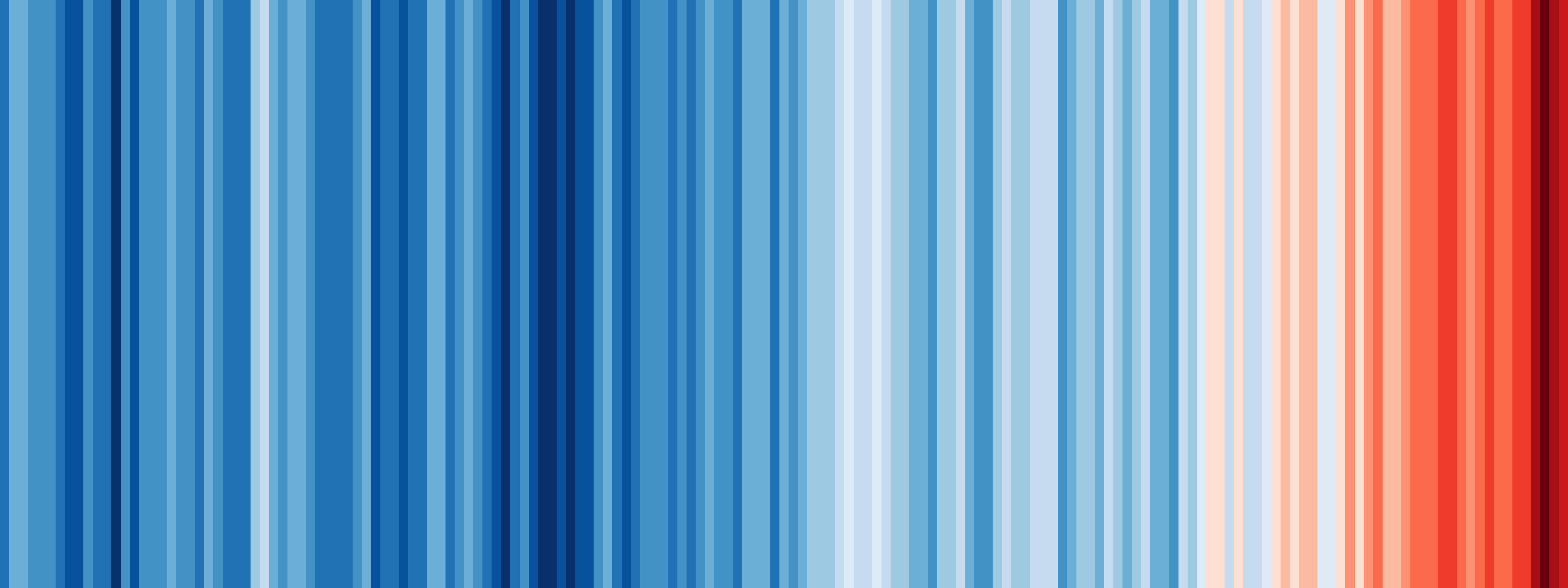
تصور رسومات خطوط الاحتباس الحراري لإد هوكينز ظاهرة الاحتباس الحراري منذ عام 1850 على أنها سلسلة من الخطوط المشفرة بالألوان، والتي تخلو عن قصد من التدوين العلمي ليتم فهمها بسرعة من قبل غير العلماء. يتقدم (= بارد) بمرور الوقت إلى اللون الأحمر (= دافئ).

الاتصالات المناخية أو الاتصالات المتعلقة بتغير المناخ هي مجال للاتصالات البيئية والاتصال العلمي يركز على تسهيل الاتصالات الخاصة بآثار تغير المناخ البشري المنشأ. تركز معظم الاتصالات المناخية على نقل المعرفة والعمل المحتمل للاستجابة للإجماع العلمي بشأن تغير المناخ إلى جمهور أوسع.
يستكشف مجال الاتصال المناخي مجالين رئيسيين: فعالية استراتيجيات الاتصالات الحالية، ودعم تطوير التوصيات لتحسين هذا الاتصال. أصبح تحسين الاتصالات المتعلقة بتغير المناخ محط اهتمام العديد من معاهد البحوث الرئيسية، مثل برنامج ييل للتواصل بشأن تغير المناخ والتواصل مع المناخ في المملكة المتحدة، فضلاً عن المنظمات الدولية الكبرى، مثل الهيئة الحكومية الدولية المعنية بتغير المناخ واتفاقية الأمم المتحدة الإطارية بشأن التغير المناخي، والمنظمات غير الحكومية، مثل شبكة المعرفة المناخية والتنمية.

## تاريخ
في مقالها الموسوعي في موسوعة أبحاث الاتصالات في أكسفورد، تصف الباحثة إيمي تشادويك الاتصالات المتعلقة بتغير المناخ باعتبارها مجالًا جديدًا ظهر في عقد التسعينيات. ارتبطت الدراسات المبكرة بشواغل الاتصالات البيئية الأخرى مثل استكشاف الوعي وفهم استنفاد الأوزون. اعتبارًا من 2017، أجريت معظم الأبحاث في هذا المجال في الولايات المتحدة وأستراليا وكندا ودول أوروبا الغربية.

## القضايا الرئيسية

### معوقات الفهم
تركز الاتصالات المناخية بشكل كبير على طرق دعوة العمل العام على نطاق واسع للتصدي لتغير المناخ. تحقيقًا لهذه الغاية، تركّز الكثير من الأبحاث على العوائق التي تحول دون فهم الجمهور والعمل بشأن تغير المناخ. تُظهر الأدلة العلمية أن نموذج نقص المعلومات في الاتصال-حيث يفترض القائمون على الاتصال بتغير المناخ «إذا كان الجمهور يعرف فقط المزيد عن الدليل الذي سيتصرفون به»-لا يعمل. بدلاً من ذلك، تشير نظرية الجدل إلى أن الجماهير المختلفة بحاجة إلى أنواع مختلفة من الحجج وأساليب الاتصال المقنعة. هذا يتعارض مع العديد من الافتراضات التي قدمتها مجالات أخرى مثل علم النفس وعلم الاجتماع البيئي والتواصل بشأن المخاطر.
بالإضافة إلى ذلك، فإن إنكار المناخ من قبل المنظمات، مثل معهد هارتلاند في الولايات المتحدة، والأفراد يقدم معلومات مضللة في الخطاب العام والفهم.
هناك عدة نماذج لشرح سبب عدم تصرف الجمهور بدرجة أكبر من الدراية. أحد النماذج النظرية لهذا هو نموذج 5 دي إس الذي ابتكره بير ابستن ستوكس. يصف ستوكس 5 عوائق رئيسية أمام خلق عمل من الاتصالات المناخية:
1. المسافة- تبدو العديد من تأثيرات تغير المناخ بعيدة عن حياة الأفراد.
2. الموت- عندما يتم تأطير الرسالة على أنها كارثة، فإنها تأتي بنتائج عكسية، مما يتسبب في القلق البيئي.
3. التنافر-انفصال بين المشاكل (بشكل أساسي اقتصاد الوقود الأحفوري) والأشياء التي يختارها الناس في حياتهم.
4. الإنكار-دفاع نفسي عن النفس لتجنب إغراقها بالخوف أو الشعور بالذنب.
5. هوية-الانفصال الناتج عن الهويات الاجتماعية، مثل القيم المحافظة، التي تهددها التغييرات التي يجب أن تحدث بسبب تغير المناخ.

في كتابها "العيش في حالة إنكار" تغير المناخ والعواطف والحياة اليومية"، وجدت دراسة كاري نورجارد عن بغدبي-وهو اسم خيالي يستخدم لمدينة حقيقية في النرويج- أن عدم الاستجابة كان أكثر تعقيدًا من مجرد نقص المعلومات. في الواقع، يمكن أن تفعل الكثير من المعلومات العكس تمامًا لأن الناس يميلون إلى إهمال ظاهرة الاحتباس الحراري بمجرد أن يدركوا أنه لا يوجد حل سهل. عندما يفهم الناس مدى تعقيد المشكلة، يمكن أن يشعروا بالإرهاق والعجز مما قد يؤدي إلى اللامبالاة أو الشك.

#### محو الأمية المناخية
على الرغم من أن توصيل العلم حول تغير المناخ في إطار منطلقات نموذج عجز المعلومات للاتصال ليس فعالًا جدًا في إحداث التغيير، إلا أن الراحة ومحو الأمية في القضايا والموضوعات الرئيسية لتغير المناخ أمر مهم لتغيير الرأي العام والعمل. طورت العديد من الوكالات والمنظمات التعليمية أطرًا وأدوات لتطوير محو الأمية المناخية، بما في ذلك مختبر محو الأمية المناخية في جامعة ولاية جورجيا، والإدارة الوطنية للمحيطات والغلاف الجوي. تم جمع هذه الموارد باللغة الإنجليزية من قبل شبكة التوعية والتثقيف بشأن المناخ.

### إحداث التغيير
اعتبارًا من عام 2008، ركزت معظم أدلة الاتصالات البيئية لإحداث التغيير الفردي أو الاجتماعي على تغييرات السلوك حول: استهلاك الطاقة المنزلية، وسلوكيات إعادة التدوير، وتغيير سلوك النقل وشراء المنتجات الخضراء. في ذلك الوقت، كانت هناك أمثلة قليلة لاستراتيجيات الاتصالات متعددة المستويات لإحداث التغيير.

#### تغيير السلوك
نظرًا لأن الكثير من الاتصالات المناخية تركز على إشراك عمل عام واسع النطاق، فإن الكثير من الدراسات تركز على إحداث تغيير في السلوك. عادةً ما يتكون الاتصال المناخي الفعال من ثلاثة أجزاء: النداءات المعرفية والعاطفية والمكانة.

### تجزئة الجمهور

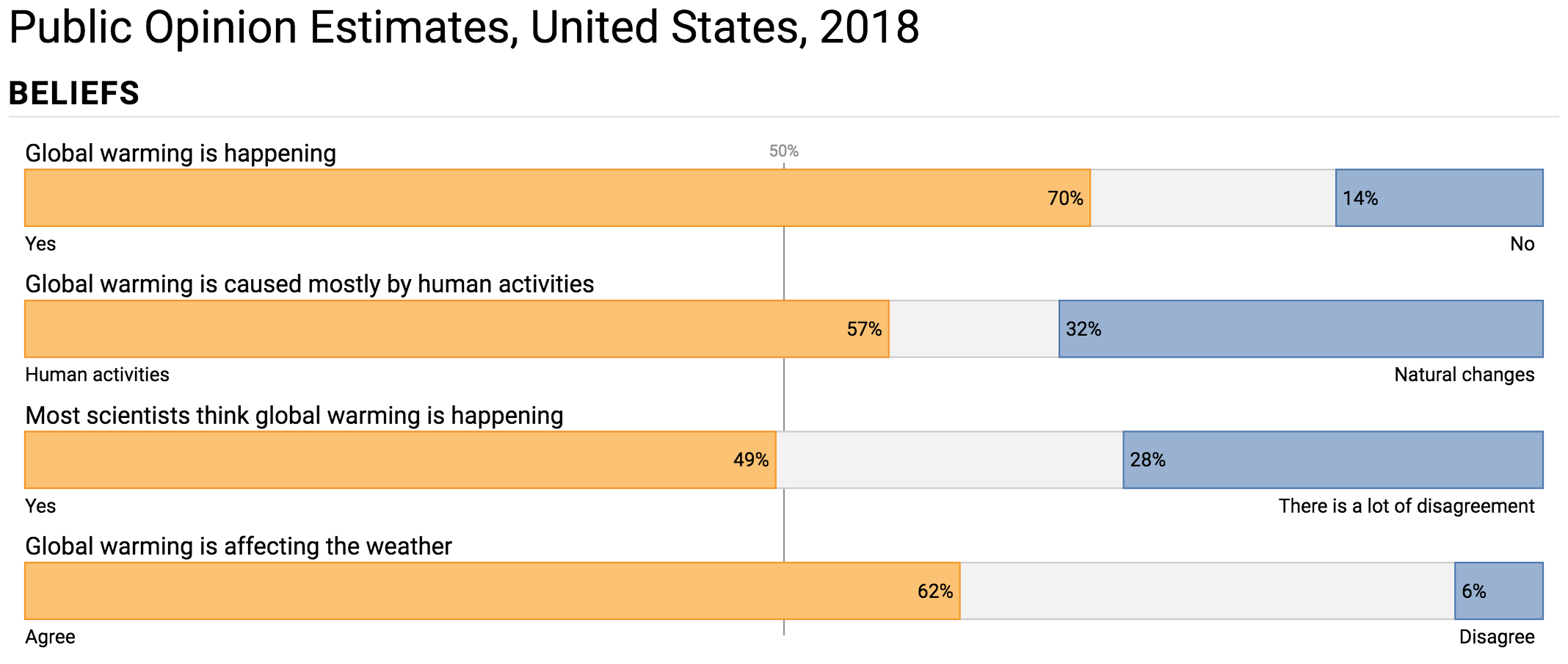
نتائج استطلاع للرأي العام أجراه برنامج ييل للتواصل بشأن تغير المناخ. جامعة ييل هي أحد مراكز البحث الرئيسية التي تقوم بتطوير دراسات التجزئة.

تستجيب أجزاء مختلفة من مختلف السكان بشكل مختلف للاتصالات المتعلقة بتغير المناخ. شهد البحث الأكاديمي منذ عام 2013 عددًا متزايدًا من دراسات تقسيم الجمهور، لفهم التكتيكات المختلفة للوصول إلى أجزاء مختلفة من السكان. تشمل دراسات التجزئة الرئيسية ما يلي:
- US تقسيم الجمهور الأمريكي إلى 6 مجموعات:[16] منزعج، قلق، حذر، منفصل، مشكوك فيه، رافض.
- AUS تقسيم الأستراليين إلى 4 أقسام في عام 2011،[17] و 6 أقسام مماثلة لنموذج أمريكا الستة.[18]
- DE تقسيم السكان الألمان إلى 5 أقسام.[19]
- India تقسيم السكان الهنود إلى 6 شرائح.[20]
- Singapore تقسيم جمهور سنغافورة إلى 3 أقسام.[21]

### تغيير الخطاب
ركز جزء كبير من الأبحاث ومحادثات المناصرة العامة حول تغير المناخ على فعالية المصطلحات المختلفة المستخدمة لوصف «الاحتباس الحراري».

#### تاريخ الاحتباس الحراري
قبل الثمانينيات، عندما كان من غير الواضح ما إذا كان الاحترار بسبب غازات الدفيئة سيهيمن على التبريد الناجم عن الهباء الجوي، غالبًا ما استخدم العلماء مصطلح تعديل المناخ غير المقصود للإشارة إلى تأثير الجنس البشري على المناخ. في الثمانينيات، تم إدخال مصطلحات الاحترار العالمي وتغير المناخ، يشير الأول فقط إلى زيادة الاحترار السطحي، بينما يصف الأخير التأثير الكامل لغازات الدفيئة على المناخ. أصبح الاحتباس الحراري هو المصطلح الأكثر شيوعًا بعد أن استخدمه عالم المناخ في ناسا جيمس هانسن في شهادته في عام 1988 في مجلس الشيوخ الأمريكي. في العقد الأول من القرن الحادي والعشرين، ازدادت شعبية مصطلح تغير المناخ. يشير الاحترار العالمي عادة إلى الاحترار الذي يسببه الإنسان لنظام الأرض، في حين أن تغير المناخ يمكن أن يشير إلى تغير طبيعي وكذلك تغير من صنع الإنسان. غالبًا ما يتم استخدام المصطلحين بالتبادل.
اعتمد العديد من العلماء والسياسيين والشخصيات الإعلامية مصطلحات أزمة المناخ أو الطوارئ المناخية للتحدث عن تغير المناخ، مع استخدام التدفئة العالمية بدلاً من الاحتباس الحراري. أوضح رئيس تحرير السياسة في صحيفة الغارديان أنهم أدرجوا هذه اللغة في إرشادات التحرير الخاصة بهم «للتأكد من أننا دقيقون علميًا، بينما نتواصل أيضًا بوضوح مع القراء بشأن هذه القضية المهمة جدًا». اختار قاموس أكسفورد حالة الطوارئ المناخية على أنها كلمة العام في عام 2019 ويعرف المصطلح على أنه «حالة تتطلب اتخاذ إجراءات عاجلة لتقليل أو وقف تغير المناخ وتجنب الأضرار البيئية المحتملة التي لا رجعة فيها والناجمة عن ذلك».

### صحة
يؤدي تغير المناخ إلى تفاقم عدد من قضايا الصحة العامة الحالية، مثل الأمراض التي ينقلها البعوض، ويؤدي إلى مخاوف صحية عامة جديدة تتعلق بتغير المناخ، مثل زيادة المخاوف الصحية بعد الكوارث الطبيعية أو زيادة أمراض الحرارة. وبالتالي، فإن مجال الاتصالات الصحية قد اعترف منذ فترة طويلة بأهمية التعامل مع تغير المناخ كقضية صحية عامة، تتطلب تغييرات واسعة في سلوك السكان تسمح بالتكيف المجتمعي مع تغير المناخ. أوصى مقال نُشر في ديسمبر 2008 في المجلة الأمريكية للطب الوقائي باستخدام مجموعتين عريضتين من الأدوات لإحداث هذا التغيير: التواصل والتسويق الاجتماعي. وجدت دراسة أجريت عام 2018 أنه حتى مع المعتدلين والمحافظين الذين كانوا متشككين في أهمية تغير المناخ، فإن التعرض للمعلومات حول الآثار الصحية لتغير المناخ يثير قلقًا أكبر بشأن هذه القضايا. من المتوقع أيضًا أن يؤثر تغير المناخ على الصحة النفسية بشكل كبير. مع زيادة الاستجابات العاطفية لتغير المناخ، هناك حاجة متزايدة لمزيد من المرونة والتسامح مع التجارب العاطفية. أشارت الأبحاث إلى أن هذه التجارب العاطفية يمكن أن تكون قابلة للتكيف عندما يتم دعمها ومعالجتها بشكل مناسب. يتطلب هذا الدعم تسهيل المعالجة العاطفية والأداء الانعكاسي. عندما يحدث هذا، يزداد تحمل الأفراد للعاطفة والمرونة، ثم يصبحون قادرين على دعم الآخرين خلال الأزمات.

### أهمية القَص (سرد القصص)
لقد ثبت أن صياغة معلومات تغير المناخ كقصة هي شكل فعال من أشكال الاتصال. في دراسة أجريت عام 2019، تم تنظيم روايات تغير المناخ حيث كانت القصص أفضل في إلهام السلوك المؤيد للبيئة. يقترح الباحثون أن تثير هذه القصص المناخية العمل من خلال السماح لكل موضوع تجريبي بمعالجة المعلومات بشكل تجريبي، وزيادة مشاركتهم العاطفية وتؤدي إلى الإثارة العاطفية. القصص ذات النهايات السلبية، على سبيل المثال، أثرت على نشاط القلب، مما أدى إلى زيادة فترات النبض. أشارت القصة إلى الدماغ ليكون في حالة تأهب واتخاذ إجراءات ضد تهديد تغير المناخ.
أظهرت دراسة مماثلة أن مشاركة القصص الشخصية حول تجارب تغير المناخ يمكن أن تقنع المتشككين في المناخ. إن الاستماع إلى كيفية تأثير تغير المناخ على حياة شخص ما يثير مشاعر مثل القلق والرحمة، والتي يمكن أن تغير المعتقدات حول تغير المناخ.

### تغطية إعلامية
كان تأثير وسائل الإعلام والصحافة على مواقف الجمهور تجاه تغير المناخ جزءًا مهمًا من دراسات الاتصالات. على وجه الخصوص، نظر العلماء في اتجاه وسائل الإعلام لتغطية تغير المناخ في سياقات ثقافية مختلفة، مع جماهير أو مواقف سياسية مختلفة (على سبيل المثال تغطية فوكس نيوز الرافضة لأخبار تغير المناخ)، وميل غرف الأخبار لتغطية تغير المناخ باعتباره مسألة عدم اليقين أو النقاش، من أجل إعطاء شعور بالتوازن.

### ثقافة شعبية
استكشف المزيد من الأبحاث كيف أن وسائل الإعلام الشعبية مثل فيلم اليوم التالي للغد، والفيلم الوثائقي الشهير حقيقة مزعجة، والخيال المناخي يغير التصورات العامة لتغير المناخ.

## التواصل المناخي الفعال
تتطلب الاتصالات المناخية الفعالة وعي الجمهور والسياق. نشرت منظمات مختلفة أدلة وأطر عمل تستند إلى الخبرة في الاتصالات المناخية. يوثق هذا القسم تلك الإرشادات المختلفة.

### التوجيه العام
يصف دليل عام 2009 الذي وضعه مركز الأبحاث حول القرارات البيئية في معهد الأرض بجامعة كولومبيا ثمانية مبادئ رئيسية للاتصالات بناءً على البحث النفسي حول القرارات البيئية:
1. اعرف جمهورك.
2. اجذب انتباه الجمهور.
3. ترجمة البيانات العلمية إلى تجارب ملموسة.
4. احذر من الإفراط في المناشدات العاطفية.
5. معالجة عدم اليقين العلمي والمناخي.
6. الاستفادة من الهويات الاجتماعية والشركات التابعة.
7. شجع المشاركة الجماعية.
8. اجعل تغيير السلوك أسهل.

تم إصدار دليل إستراتيجية، تم تطويره استنادًا إلى الدروس المستفادة من الاتصال الوبائي كوفيد، على الطريق وسائل الإعلام في المملكة المتحدة في عام 2020. يركز إطار العمل على تطوير رسائل إيجابية تساعد الناس على الشعور بالتفاؤل بشأن تعلم المزيد لمعالجة تغير المناخ. تضمن هذا الإطار ست توصيات:
1. اجعلها قابلة للتنفيذ وأظهر التغيير ممكنًا.
2. ركز على الأشياء الكبيرة وكيف يمكننا تغييرها.
3. تطبيع العمل والتغيير، وليس التقاعس عن العمل.
4. ربط صحة الكوكب بصحتنا.
5. التأكيد على مسؤوليتنا المشتركة تجاه الأجيال القادمة.
6. احتفظ بها على الأرض.

### من قبل الخبراء
في عام 2018، نشرت الهيئة الحكومية الدولية المعنية بتغير المناخ كتيبًا إرشاديًا لمؤلفي الهيئة الحكومية الدولية المعنية بتغير المناخ حول الاتصال المناخي الفعال. ويستند إلى أبحاث دراسات اجتماعية مكثفة تستكشف تأثير الأساليب المختلفة للاتصال المناخي. تركز المبادئ التوجيهية على ستة مبادئ رئيسية:
1. كن متواصلًا واثقًا.
2. تحدث عن العالم الحقيقي وليس الأفكار المجردة.
3. تواصل مع ما يهم جمهورك.
4. أخبر قصة إنسانية.
5. قُد بما تعرفه.
6. استخدم التواصل المرئي الأكثر فعالية.

### المرئيات
منظمة مرئيات مناخية غير ربحية، نشرت في عام 2020 مجموعة من المبادئ التوجيهية القائمة على الأدلة الخاصة بالاتصالات المناخية. يوصون بأن تشمل الاتصالات المرئية:
1. أظهر أناسًا حقيقيين.
2. أخبر قصصًا جديدة.
3. اعرض أسباب تغير المناخ على نطاق واسع.
4. أظهر التأثيرات القوية عاطفياً.
5. افهم جمهورك.
6. أظهر التأثيرات المحلية (الخطيرة).
7. كن حذرًا مع صور الاحتجاج.

### تنمية مستدامة
تتفاقم آثار تغير المناخ في البلدان المنخفضة والمتوسطة الدخل، مستويات أعلى من الفقر، وقلة فرص الوصول إلى التقنيات، وتعليم أقل، تعني أن هذا الجمهور يحتاج إلى معلومات مختلفة. تقر كل من اتفاقية باريس والهيئة الحكومية الدولية المعنية بتغير المناخ بأهمية التنمية المستدامة في معالجة هذه الاختلافات. في عام 2019، نشرت شبكة معارف المناخ والتنمية غير الربحية مجموعة من الدروس المستفادة والمبادئ التوجيهية بناءً على خبرتها في التواصل مع تغير المناخ في أمريكا اللاتينية وآسيا وأفريقيا.

## منظمات مهمة
تشمل المراكز البحثية الرئيسية في الاتصال المناخي ما يلي:
- برنامج ييل للتواصل مع تغير المناخ.
- مركز اتصالات تغير المناخ بجامعة جورج ميسون.